# آس (روزنامه)
آس یا آ اِس یک روزنامه ورزشی به زبان اسپانیایی که بیشتر در حوزهٔ فوتبال فعالیت می‌کند.
این روزنامه به همراه روزنامه مارکا از منابع خبری نزدیک به رئال مادرید می‌باشند که گاه برای اهدافی چون سیاستگذاری‌های رسانه‌ای این باشگاه نیز مورد استفاده قرار می‌گیرند.